# Молибдат неодима
Молибдат неодима — неорганическое соединение,
соль неодима и молибденовой кислоты
с формулой Nd2(MoO4)3,
голубые кристаллы,
не растворяется в воде.

## Получение
- Сплавление  оксидов неодима и молибдена:

{\displaystyle {\mathsf {Nd_{2}O_{3}+3MoO_{3}\ {\xrightarrow {850-900^{o}C}}\ Nd_{2}(MoO_{4})_{3}}}}
- Кристаллогидраты получают по обменной реакции:

{\displaystyle {\mathsf {2NdCl_{3}+3Na_{2}MoO_{4}\ {\xrightarrow {}}\ Nd_{2}(MoO_{4})_{3}\cdot 3,6H_{2}O\downarrow +6NaCl}}}

## Физические свойства
Молибдат неодима образует голубые кристаллы
тетрагональной сингонии,
пространственная группа I 41/a,
параметры ячейки a = 0,5298 нм, c = 1,1705 нм, Z = 4/3 
Не растворяется в воде.
Образует кристаллогидрат состава Nd2(MoO4)3•3,6 H2O.